# Radio Radio
Pour les articles homonymes, voir Radio.
Radio Radio est un groupe de musique de hip-hop électro canadien, originaire de Baie-Sainte-Marie, en Nouvelle-Écosse et de Moncton, au Nouveau-Brunswick. Le groupe chante et rappe en français acadien et en chiac.

## Biographie

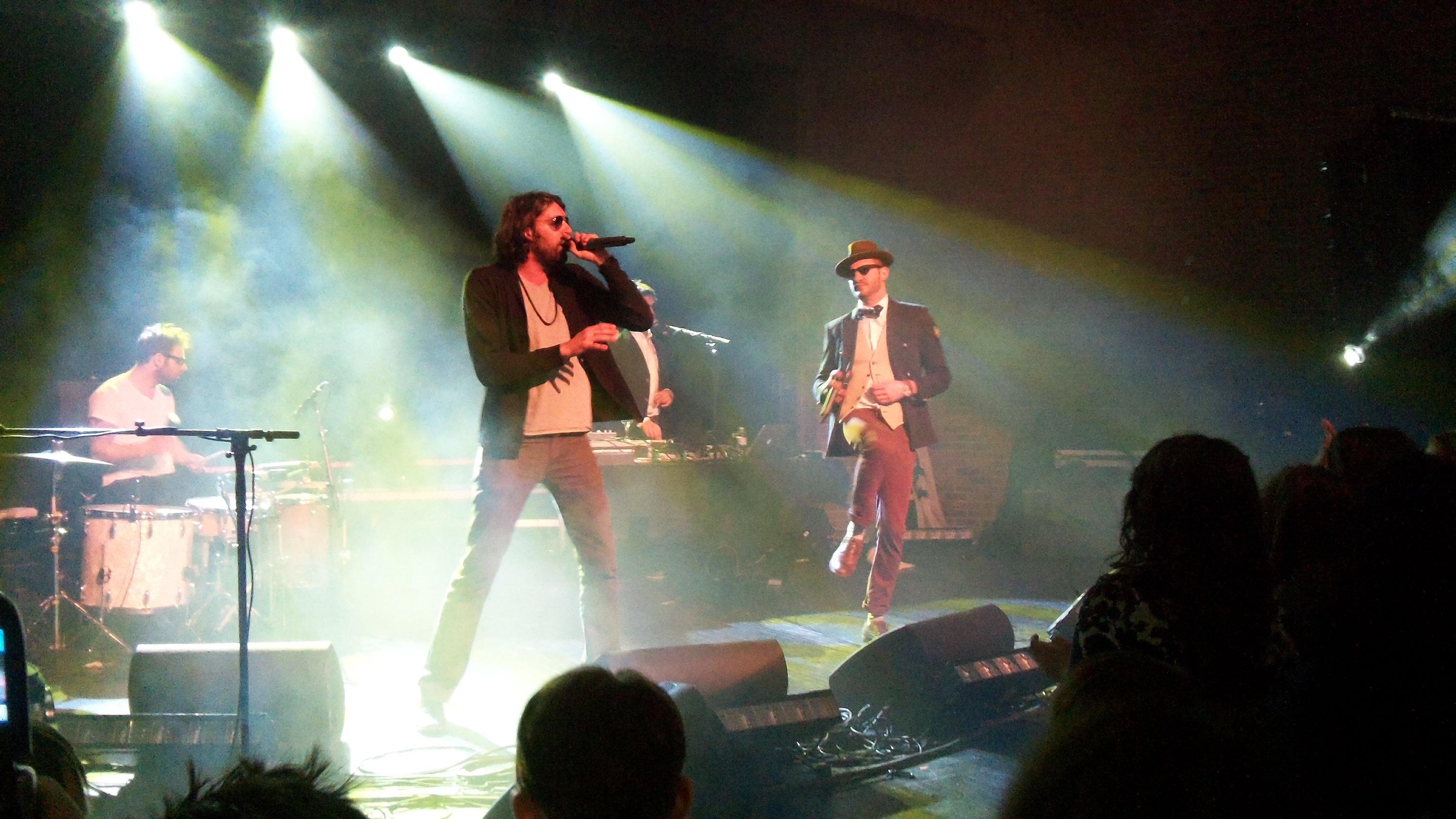
Radio Radio en concert à La Nuit sur l'étang 2011 à Sudbury, en Ontario.

Le groupe de rap Jacobus et Maleco, de la Baie-Sainte-Marie en Nouvelle-Écosse, est formé en 2001 par Jacques Alphonse Doucet alias Jacobus, Maleco et le DJ Alexandre alias LX. Ils étaient aussi accompagnés de Timo, Tekstyle, Bu'da et pAn. À la suite du départ de Maleco, ce fut Jacobus, Timo, Tekstyle et LX qui décidèrent de renommer le groupe Radio Radio. Ce nom, une idée de LX, est en l'honneur de la radio, qui selon le groupe, « stimule et libère l'imagination, contrairement à la télévision qui la domine »
Radio Radio a fait un premier mini-album, Télé Télé, en décembre 2007. Lors d'une tournée de promotion à Montréal au printemps 2008, le groupe a fait l'objet de plusieurs entrevues à la radio et à la télévision, tel que par Christiane Charette à la Première Chaîne. 500 personnes ont assisté à leur lancement au Café-Campus. Leur premier album studio, Cliché hot, sorti en avril 2008.
Radio Radio est nommé au prix Félix dans la catégorie « révélation de l'année » du Gala de l'ADISQ 2008. Le groupe avait également fait une prestation durant ce gala. Radio Radio a composé une chanson et un vidéo-clip pour l'émission spéciale de fin d'année d'Infoman, animée par Jean-René Dufort et diffusée à Radio-Canada.
En 2010, le deuxième album de Radio Radio, Belmundo Regal a été sélectionnée pour remporter la Prix de musique Polaris. Ils ont également remporté le prix Miroir (Prix Miroir) pour la musique urbaine et contemporaine au Festival d'été de Québec. En janvier 2011, Radio Radio a remporté les 10èmes Prix annuels de musique indépendante dans la catégorie Electro / Hip-Hop pour Belmundo Regal.
Le 15 septembre 2011, Radio Radio était de passage à l'Université du Québec à Trois-Rivières pour le spectacle de la rentrée des étudiants. 
L'album, Light the Sky, est sorti en février 2016 sur l'étiquette Bonsound Records.

## Tournée

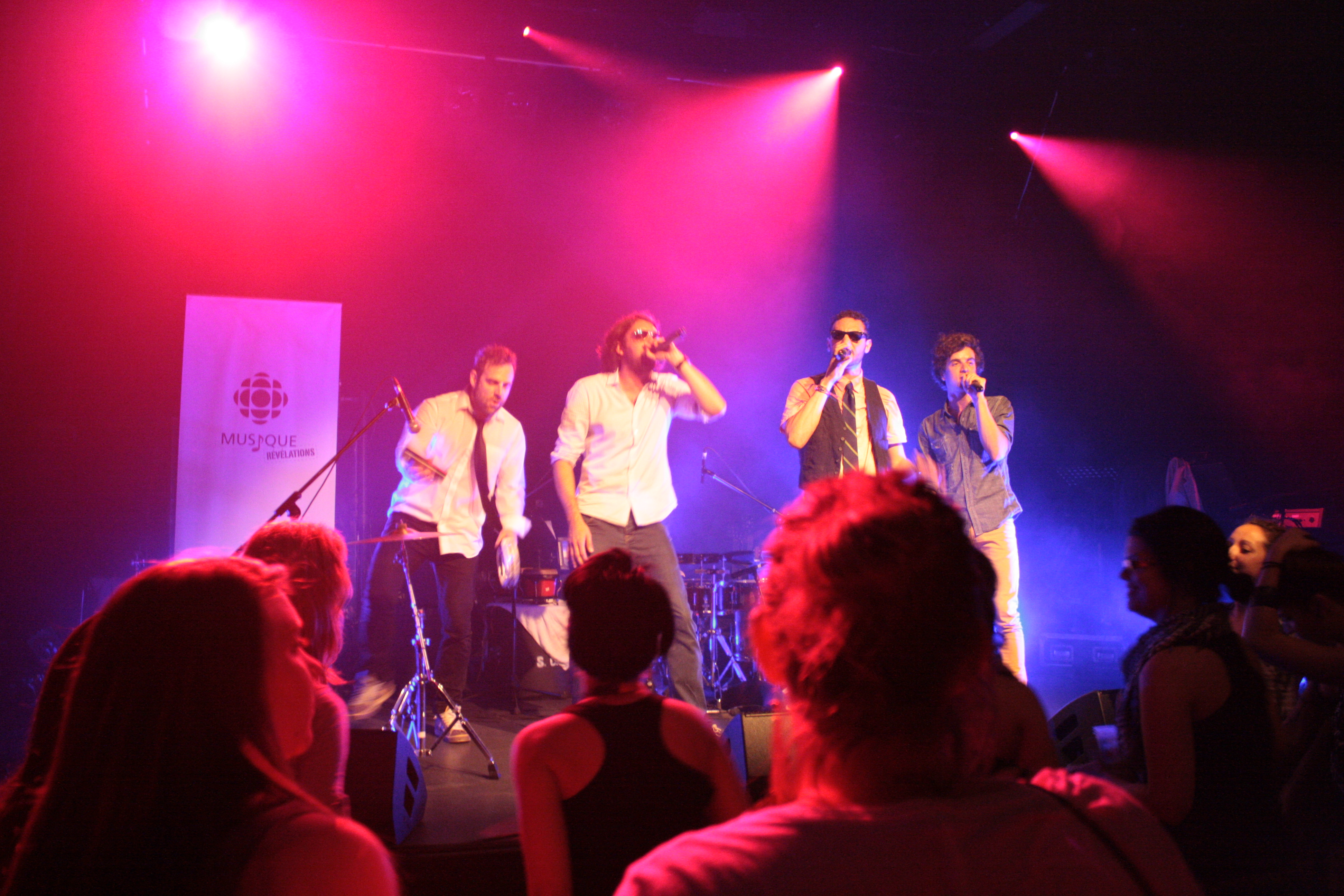
Radio Radio en concert au Festival en Chanson de Petite-Vallée, juin 2011.

Radio Radio a été invité à jouer aux FrancoFolies de Montréal, au festival de musique Osheaga, au festival South by Southwest, aux Jeux olympiques d'hiver de 2010, au festival Acadie Rock de Moncton, au Festival International de Louisiane à Lafayette, aux Francofolies de Spa, au Skatefest de Saint-Hubert (spectacle ayant été annulé à cause de la température) et à plusieurs autres festivals et événements. Sur scène Radio Radio est accompagné du batteur/percussionniste/DJ Steve Caron (Pierre Lapointe, Amylie, Alexandre Désilets etc.) et de la trompettiste Josiane Rouette (Marco et les Torvis).

## Membres

### Membres actuels
- Gabriel Louis Bernard Malenfant (anciennement connu sous le nom de TX) de Moncton, Nouveau-Brunswick
- Jacques Alphonse Doucet, (anciennement connu sous le nom de Jacobus) de Clare, Nouvelle-Écosse

### Anciens membres
- Alexandre Arthur Comeau Bilodeau[5], (anciennement connu sous le nom de LX) de Clare, Nouvelle-Écosse
- Timothée Richard (alias Timo)